# ناوچه کلاس کاونتری
ناوچه کلاس کاونتری (به انگلیسی: Coventry-class frigate) یک کلاس از کشتی است که طول آن ۱۱۸ فوت ۴ اینچ (۳۶٫۰۷ متر) می‌باشد.